# Grzyby symbiotyczne

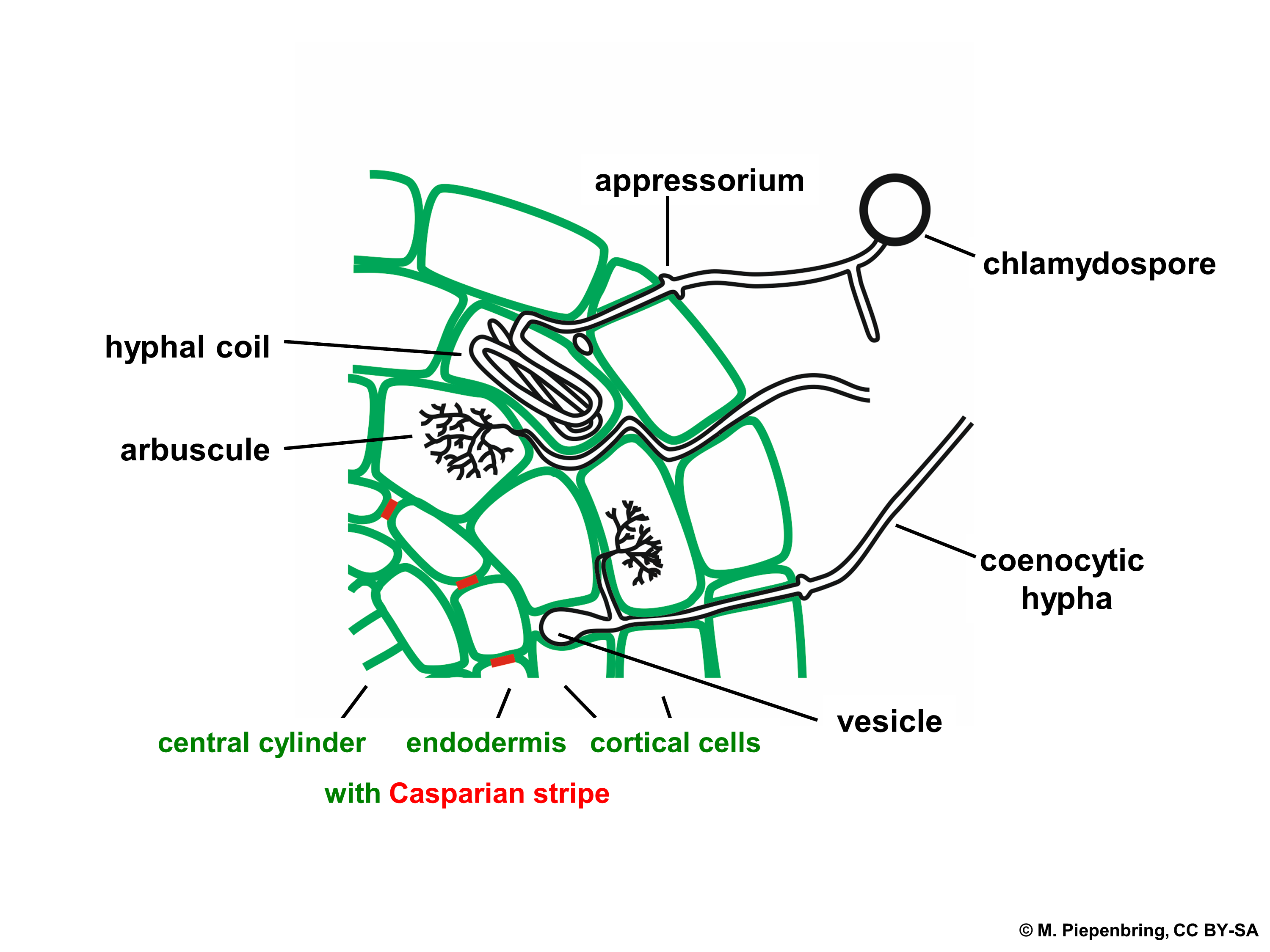
Schemat mykoryzy; kolor zielony – komórki rośliny, czarny – strzępki grzyba

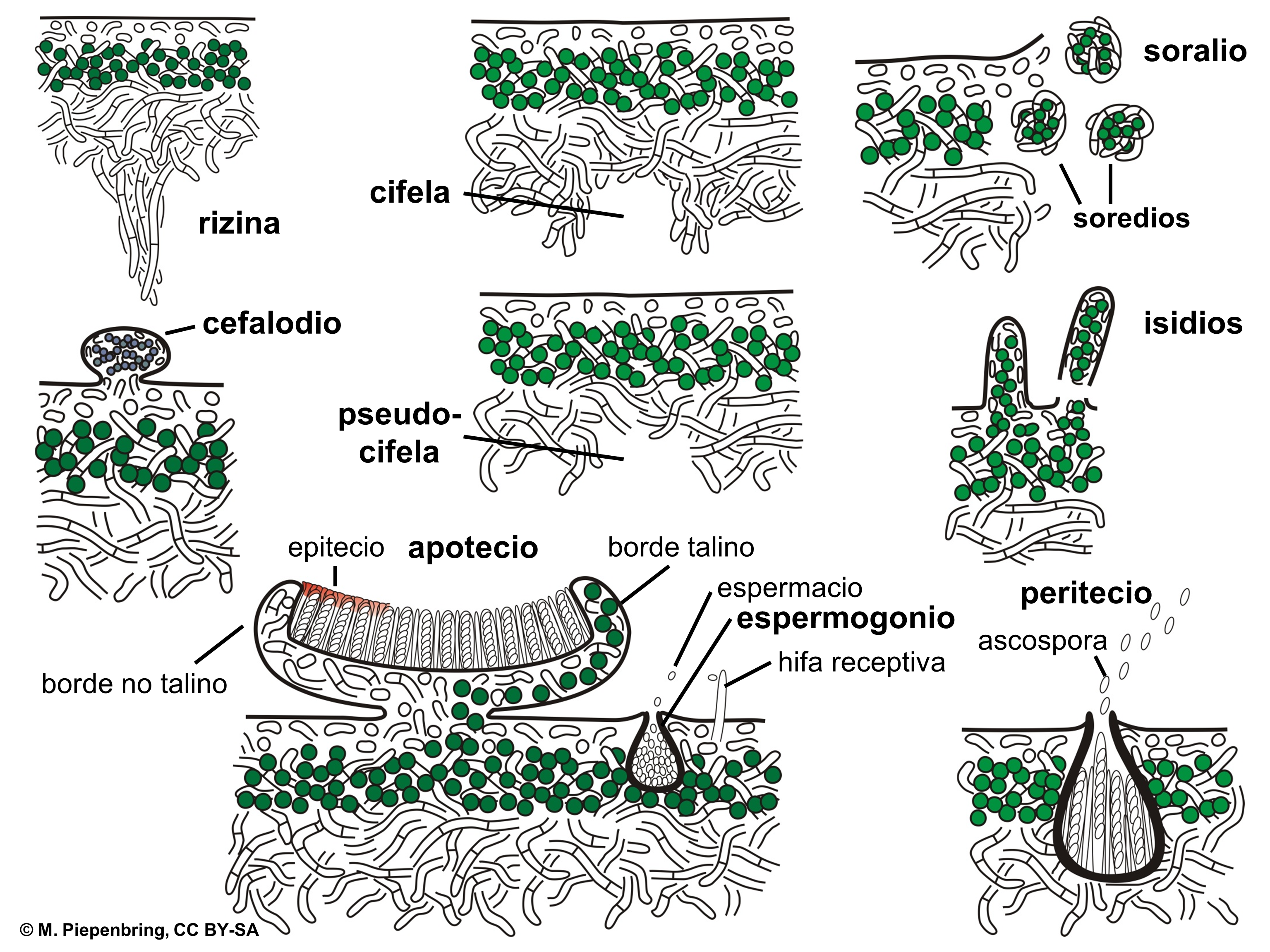
Budowa porostów: kolor zielony – komórki glonu, czarny – strzępki grzyba

Grzyby symbiotyczne (ang. symbiotic Fungi) – grzyby żyjące w symbiozie z innymi organizmami. Spotykany jest tutaj zarówno mutualizm, czyli współżycie korzystne dla obydwu stron, jak i komensalizm – współżycie korzystne dla jednego z organizmów, ale drugiemu nieprzynoszące szkody. Grzyby jako symbionty są powiązane z każdym głównym gatunkiem grupa prokariontów i eukariontów: bakteriami, glonami, zwierzętami i roślinami. Jest wiele gatunków takich grzybów. Trzy główne ich grupy to:
- grzyby mykoryzowe – grzyby żyjące w symbiozie z roślinami naczyniowymi. Współżycie to nazywa się mykoryzą. Odbywa się ona głównie między roślinami nagonasiennymi i okrytonasiennymi[2] i w różnym stopniu występuje u 95% roślin wyższych na świecie[3]. U mchów podano tylko nieliczne przykłady mykoryzy[4].

- porosty – grzyby żyjące w symbiozie z glonami i sinicami. Grzyby pełnią rolę mykobiontów a glony i sinice rolę fotobiontów[5].

- grzyby żyjące w symbiozie ze zwierzętami. Owady z rodziny kornikowatych Scolytidae żyją pod korą drzew żywiąc się wygryzaną miazgą i łykiem drzewa. Nie są jednak w stanie jej strawić. Przeżutą miazgę rozkładają natomiast grzyby, te zaś są zjadane przez korniki, stanowiąc właściwy ich pokarm. To współżycie korzystne jest nie tylko dla korników, również grzyby odnoszą korzyść, korniki bowiem rozdrabniają drewno i wzbogacają go w azot swoimi odchodami i wylinkami. Grzyby te należące do rodzajów Ambrosiella, Raffaelea i Dryadomyces nazwano grzybami ambrozjalnymi. Są całkowicie zależne od chrząszczy w zakresie rozprzestrzeniania się, rozmnażania i stworzenia właściwego siedliska życia – nigdzie nie występują poza chodnikami korników, które przenoszą je w specjalnych kieszonkach umieszczonych za przedpleczem, zwanych mycetangiami[6]. W Ameryce Południowej mrówki grzybiarki Acromyrmex octospinosus w swoich mrowiskach hodują grzyby. W tym celu ścinają liście, następnie zanoszą je do mrowiska. Po kilku tygodniach wyrastają na nich grzyby. Mrówki je zjadają oraz podają larwom. Grzyby też odnoszą z tego korzyści – dzięki mrówkom rozprzestrzeniają się w środowisku[7]. Również niektóre termity uprawiają grzyby w termitierach na kulkach z przeżutego drewna[8].

Wszystkie grzyby są cudzożywne. Grzyby pasożytnicze i symbiotyczne pobierają pokarm od innych żywych organizmów, ale w przypadku grzybów pasożytniczych ich żywiciele nie odnoszą z tego korzyści, zaś w przypadku grzybów symbiotycznych korzyści są obopólne. Grzyby współżyjące z mrówkami są saprotrofami, czyli żywią się martwą materią organiczną, ale współżycie to jest korzystne, czyli symbiotyczne dla obydwu organizmów.